# Mercantile
Mercantile — двухмачтовая шхуна 1916 года постройки
В 1991 году шхуна признана Национальным историческим памятником США.
С момента постройки в 1916 году и до 1943 года шхуна использовалось как прибрежное торговое судно.
Шхуна прошла реставрацию в 1989 году.
В настоящее время является туристическим судном, вмещающим до 29 пассажиров, совершающим 3-4 дневные круизы.